# Жакупова, Светлана Кабыкеновна
Светлана Кабыкеновна Жакупова (каз. Светлана Қабыкенқызы Жақыпова; род. 16 января 1968, Карагандинская область, Казахская ССР, СССР) — казахстанский политический деятель, министр труда и социальной защиты населения Республики Казахстан.
Родилась 16 января 1968 года в Карагандинской области.
В 1984—1986 годах работала воспитателем группы продленного дня, учителем начальных классов Каройской начальной школы.
Окончила физико-математический факультет Целиноградского государственного педагогического института (1991) и Алматинскую академию экономики и статистики (2006).
- 1991—1995 — учитель математики средних школ № 16 и № 36;
- 1997—1998 — старший специалист, главный специалист отдела операционного учёта Акмолинского городского отделения РГКП «Государственный центр по выплате пенсий»;
- 1998—2001 — главный специалист, начальник отдела экономического анализа, заместитель директора филиала Акмолинского городского филиала РГКП «Государственный центр по выплате пенсий»;
- 2001—2008 — директор Акмолинского областного филиала РГКП «Государственный центр по выплате пенсий»;
- 2008—2011 — и. о. директора, директор департамента социального обеспечения и социального страхования Министерства труда и социальной защиты населения Республики Казахстан;
- 2011—2013 — руководитель программ Проектного офиса АО «Национальные информационные технологии»;
- 19 августа 2013 — август 2014 — вице-министр труда и социальной защиты населения Республики Казахстан;
- 13 августа 2014 — январь 2017 — заместитель Министра здравоохранения и социального развития Республики Казахстан;
- январь 2017 — сентябрь 2019 — вице-министр труда и социальной защиты населения Республики Казахстан;
- 2020—2023 — старший эксперт ПРО ООН;
- 12 июня — 2 сентября 2023 — уполномоченный по правам социально уязвимых категорий населения при Президенте Республики Казахстан.

Со 2 сентября 2023 — министр труда и социальной защиты населения Республики Казахстан. 6 февраля 2024 года переназначена.
Член Народно-демократической патриотической партии «Ауыл», с 9 сентября 2020 года член Политсовета.
Награждена орденами: «Курмет» (12.2007) и «Парасат» (12.2018); медалями: «За вклад в создание Евразийского экономического союза» II степени (08.05.2015)), «За вклад в развитие Евразийского экономического союза» (29.05.2019).